# アニータ・アルバラード
アニータ・エステル・アルバラード・ムニョス（スペイン語：Anita Ester Alvarado Muñoz、1972年12月25日 - ）は、チリのサンティアゴ出身の女優、エッセイスト、歌手。

## 来歴・人物
19歳の時に日本に渡り、29歳の時に当時勤めていた青森県青森市内のパブで青森県住宅供給公社に勤めていた男性と知り合い結婚。
夫は2001年に青森県住宅供給公社巨額横領事件を起こし、公社の資金14億円を横領した罪で懲役刑となった。夫の逮捕当時、日本のワイドショー・週刊誌などではチリにプール付きの豪華邸宅を建てた「チリ人妻」として報道された。ただし、「婚姻中に妻が取得した財産は夫のものである」と定めるチリの法律により、この豪邸はあくまでも夫の物であったことに留意する必要がある。青森県住宅供給公社は、この豪邸など夫の所有物である財産数億円分をチリで強制的に回収した。しかし、弁護士費用などで回収費用がかさみ、公社の手元には5300万円ほどしか回収できなかった。
海老原高明が編集長だったときの『週刊ポスト』が、アニータのヌードを袋とじで載せたが、まったく売れず、「史上最悪のヘアヌード」と言われたことを海老原自身が回想している。
その後、チリではテレビ番組や映画「ハッスル!」に出演。2002年には音楽CDアルバム『Anita La Geisha Chilena』（アニータ、チリ人ゲイシャ）を発売し、チリ国内で3万7000枚を売り上げた。また、ラベルに彼女の写真が入った「ゲイシャワイン」も発売した。
2007年2月に訪日し、服役中の夫と山形刑務所で面会した。このとき、日本のテレビ各局はアニータの肩書きに困り、「お騒がせ女の」という前置詞をつけて報じている。日本の法律ではアニータは被疑者ですらないが、「アニータさん」と敬称付けで呼ぶことは、アニータに反感を抱く視聴者の感情に配慮ないし、「さん付け」で呼ぶこと自体に悔しさがあったのではないかと小田嶋隆は指摘している。
子供が9人おり、現在の事実上の夫は6人目でカナダ人地理学者。
2010年5月に20歳の娘、アンジー・アルバラードが訪日し、モデルとなった。
2017年7月に来日しテレビ番組に出演。刑務所を出所した夫との離婚手続きを希望していることが明らかになった。

## 著書
- わたしはアニータ （扶桑社、ISBN 4594038220）

## 出演

### 映画
- ハッスル!（2002年）

### テレビ
- ビューティフルピープル（2007年、CHV） - ドキュメンタリー・リアリティ番組
- フィエブレ・デ・バイレ（2012年、） - ダンスコンテスト番組
- アマソナス（2012年、CHV） - リアリティ番組

### インターネット
- Sin Filtro（2013年） - 本人が芸能されるインターネットテレビ番組